# Mokara
× Mokara, (abreviado Mkra) en el comercio, es un híbrido intergenérico entre los géneros de orquídeas Arachnis × Ascocentrum × Vanda. Fue publicado en Orchid Rev. 77(918) noh: 2 (1969).